# カーリングの神様
『カーリングの神様』（カーリングのかみさま）は、2024年11月8日に公開された日本映画。監督は本木克英、主演は本田望結。
長野県御代田町を舞台に、地元で開催される国際大会のエキシビションマッチ出場を目指す、女子高生たちのカーリングチームがさまざまな壁にぶつかりながらも奮闘して、かつての仲間が所属する強豪チームと出場権を懸けて対戦する姿が描かれる。
撮影は日本で唯一民間運営されているカーリング専用施設「カーリングホールみよた」のある御代田町を中心に行われた。

## キャスト

### 主要人物
清水香澄（しみず かすみ）
演 - 本田望結（小学校時代：奈良澤祐佳）
高校生。カーリングチーム「みよステラ」のエース。スキップとしてチームのまとめ役を担う。
小学校時代に結成した「みよステラ」で優勝した経験があり、当時のチームメイトに再結成を呼びかける。
江藤実乃梨（えとう みのり）
演 - 長澤樹
東京からの転校生でカーリングは素人。再結成された「みよステラ」のサードを担う。
中澤優芽（なかざわ ゆめ）
演 - 泉智奈津（小学校時代：町田埜乃花）
「みよステラ」の結成メンバー。セカンドを担う。
牛山沙帆（うしやま さほ）
演 - 白倉碧空（小学校時代：佐藤彩海）
「みよステラ」の結成メンバー。リードを担う。
曽根原舞（そねはら まい）
演 - 川口ゆりな（小学校時代：平岡灯代莉）
元チームメイト。強豪チーム「軽井沢EC」に所属。香澄から再結成した「みよステラ」に戻るよう勧誘されるが、断っている。
鈴木あゆみ
演 - 秋山ゆずき
香澄たちのコーチ。元カーリング選手で、かってはオリンピック出場を期待されていた。

### カーリングホールみよた
土屋一郎
演 - 六角精児
「カーリングホールみよた」の整備担当。
植田貴美子
演 - 高島礼子
「カーリングホールみよた」のオーナー。

### 香澄と実乃梨の家族
清水太一
演 - 内浦純一
香澄の父。小学校時代の香澄たちのコーチを務めていた。「みよステラ」の名付け親でもある。
江藤真紀
演 - 田中麗奈
実乃梨の母。離婚を機に故郷の御代田町に実乃梨と戻って来て、介護施設「ハートピアみよた」で働いている。

### 軽井沢EC
軽井沢に本拠地を置く名門チーム。
清水幹太
演 -  山崎竜太郎
香澄の兄。「軽井沢EC」のコーチを務める。
野呂美月
演 - 荻原彩矢
チームのセカンドを担う。
郷田香菜子
演 - 北澤響
チームのサードを担う。
山田遥
演 - 園部日向子
チームのリードを担う。

### その他
小宮山進
演 - 柄本明
カーリング界のレジェンド。介護施設「ハートピアみよた」の入所者。
ヨネ
演 - 山田明郷
「ハートピアみよた」の入所者。
「みよステラ」の応援団
演 - 原田清花（STU48）、曽川咲葵（STU48）、 甲斐心愛（KLP48）
客席から懸命に「みよステラ」を応援する。

## スタッフ
- 監督 - 本木克英
- 脚本 - 谷本佳織[8]
- 音楽 - Akiyoshi Yasuda[8]
- 主題歌 - STU48「Sweaty Smell」（キングレコード）[2][注 1]
- 製作統括 - 佐藤耕二[8]
- エグゼクティブプロデューサー - 岩城レイ子[8]
- プロデューサー - 沖永成敬、神林夏樹、大久保昌秀[8]
- 撮影 - 石黒康一[8]
- 照明 - 田中雄哉[8]
- 録音 - 杉村賢太郎[8]
- 映像 - 林航太郎[8]
- 編集 - 川瀬功（J.S.E.）[8]
- 助監督 - 石田和彦[8]
- プロダクションマネージャー - 小松次郎[8]
- ラインプロデューサー - 入交祥子[8]
- 特別協賛 - ミネベアミツミ[6]
- 協賛 - フルタクリニック、明治、カーネクスト[6]
- 特別協力 - 御代田町、あさまハイランドスポーツクラブ[6]
- 配給 - ラビットハウス[8]
- 製作プロダクション - 松竹撮影所[6]
- 製作幹事 - 文化工房[6]
- 製作 - 「カーリングの神様」製作委員会（テレビ朝日、文化工房、博報堂DYメディアパートナーズ、CB、朝日新聞社、BS朝日、長野朝日放送、メ〜テレ）[6]